# Torricelliaceae
Torricelliaceae is een botanische naam, voor een familie van tweezaadlobbige planten. Een familie onder deze naam wordt vrij zelden erkend door systemen van plantentaxonomie, en maar wel door het APG-systeem (1998) en het APG II-systeem (2003).
Het gaat dan om een heel kleine familie. De APWebsite wijkt af van APG II door ook de planten die in APG II de families Aralidiaceae en Melanophyllaceae vormden hier in te voegen, zodat een grotere familie ontstaat.